# Монтгомери, Александр, 6-й граф Эглинтон
Александр Монтгомери, 6-й граф Эглинтон (англ. Alexander Montgomerie, 6th Earl of Eglinton; 1588 — 7 января 1661) — шотландский аристократ и военный, первоначально известным как сэр Александр Сетон из Фаулструтера.

## Биография
Родился в 1588 году. Третий сын Роберта Сетона, 1-го графа Уинтона (1553—1603), от его жены леди Маргарет Монтгомери (? — 1624), дочери Хью Монтгомери, 3-го графа Эглинтона (ок. 1531—1585).
В июле 1606 года он был вовлечен в инцидент в Перте, во время работы парламента. Вечером он отправился со своим старшим братом, мастером Унтоном, на квартиру графа Эглинтона с девятью или десятью спутниками. По пути они встретили графа Гленкэрна, у которого было тридцать последователей, идущих в другую сторону. Мастер Уинтон и граф обошли друг друга, но слуги в тылу двух рот начали драться только из-за давней вражды между семьями Эглинтона и Гланкэрна. Город и королевская гвардия прекратили боевые действия. Ранений было немного, за исключением Джона Мэти, слуги Гленкэрна.
В 1612 году, проведя некоторое время в Париже и посетив изгнанного министра Джона Уэлша из Эйра, он сменил своего бездетного кузена Хью Монтгомери, 5-го графа Эглинтона (1584—1612), на посту 6-го графа Эглинтона. 5-й граф Эглинтон закрепил графство и наследство за Александром Сетоном при условии, что он возьмет имя и герб рода Монтгомери. Это подтвердил король Шотландии Яков VI в 1615 году. Дядя Монтгомери Александр Сетон назвал трехлетнюю борьбу за графство своего племянника «из-за долгих и модных сказок Эглинтона» . Его жена Энн Ливингстон воспользовалась услугами своей влиятельной подруги Джин Драммонд, чтобы убедить Анну Датскую заступиться перед королем Яковом от их имени.
Александр Монтгомери подал прошение против введения Книги общих молитв в Шотландии и оказывал помощь в подготовке Национального пакта. Он был тайным советником Шотландии в 1641 году.
Александр Монтгомери, широко известный как Грейстил, командовал шотландским конным полком (кавалерией) английского парламента и отличился в битве при Марстон-Мур (1644 г.). После казни Карла I Стюарта в 1649 году он стал поддерживать его сына Карла II и политику маркиза Аргайлла. В 1651 году он был передан Оливеру Кромвелю и заключен под стражу в Эдинбургском замке, где находился до 1660 года. Его поместья были конфискованы на два года, и он был включен в Акт о благодати Кромвеля.

## Семья
22 июня 1612 года Александр Монтгомери женился на Энн Ливингстон (? — ноябрь 1632), дочери Александра Ливингстона, 1-го графа Линлитгоу (? — 1621), и Хеленор Хэй (ок. 1552—1627), она была фрейлиной принцессы Елизаветы и Анны Датской. Среди их детей были:
- Хью Монтгомери (8 апреля 1613 — февраль 1669), позже 7-й граф Эглинтон, Был женат первым браком на Энн Гамильтон (ум. 1632), а вторым браком — на Мэри Лесли.
- Генри Монтгомери из Гиффена (26 июня 1614 — 3 мая 1643), женившийся на втором муже Джейн Кэмпбелл, виконтессе Кенмур. После его смерти его вдова получила пожизненную пенсию[6].
- Полковник Александр Монтгомери (род. 1615).
- Полковник Джеймс Монтгомери из Койлсфилда (ум. 18 октября 1675), женившийся на Маргарет Макдональд.
- Генерал Роберт Монтгомери (? — 1684), женившийся на Элизабет Ливингстон, был ранен в битве при Марстон-Мур[7].
- Маргарет Монтгомери (20 февраля 1616/1617 — 27 января 1664/1665), 1-й муж — Джон Хэй, 1-й граф Твиддейл, 2-й муж — Уильям Каннингем, 9-й граф Гленкэрн.
- Элеонора Монтгомери
- Энн Монтгомери.

Между ноябрем 1642 и мартом 1644 года вторично женился на Маргарет Скотт (? — 5 октября 1651), дочери Вальтера Скотта, 1-го лорда Скотта Баклю (1565—1611), и Мэри Кер. В мае 1650 года она отправила ему письмо, в котором обсуждалось увольнение служанки, и написала: «Всемогущий Бог послал хорошее испытание всем ведьмам и послал им горячий огонь, чтобы сжечь их».